# Acordulecera westwoodii
Acordulecera westwoodii – gatunek błonkówki z rodziny Pergidae.

## Taksonomia
Gatunek ten został opisany w 1883 roku przez Petera Camerona pod nazwą Perantherix westwoodii. Jako miejsce typowe podano rejon Bugaba w Panamie. Syntypem była samica. 

## Zasięg występowania
Ameryka Środkowa, znany jedynie z Panamy.